# CS Urban Titu
Clubul Sportiv Urban Titu, cunoscut în mod obișnuit ca Urban Titu, este un club românesc de fotbal cu sediul în orașul Titu, județul Dâmbovița, care evoluează în prezent în Liga a III-a a fotbalului românesc. Echipa își dispută meciurile de acasă pe Stadionul Orășenesc din Titu, aflat acum în curs de reconstrucție.
Electrosid Titu a promovat în Divizia C la sfârșitul sezonului 2002–03, după ce a câștigat campionatul Diviziei D din județul Dâmbovița, revenind la nivelul trei al fotbalului românesc după unsprezece ani de absență.
În sezonul 2009–10 al Cupei României, Electrosid s-a calificat în Faza a V-a, trecând pe rând de AFC Filipeștii de Pădure (3–0), Gaz Metan Finta (3–1), FCM Târgoviște (2–2, 7–6 după lovituri de departajare) și FC Argeș (1–0), fiind eliminată de Dunărea Giurgiu cu scorul de 1–2. 
În vara anului 2011, clubul a fost preluat de primăria orașului Titu, schimbându-și numele din Electrosid în CS Urban Titu. În toamna anului 2017 clubul a fost desființat, după ce patronii au reacționat la aranjamentele de meciuri cu mafia pariurilor.
După reînființare, în sezonul 2023-2024 Urban Titu reușește promovarea în Liga a III-a, sub bagheta antrenorului Marin Vătavu.

## Palmares
Liga a IV-a Dâmbovița:
- Câștigătoare (4): 1974–75, 1976–77, 1981–82, 2002–03, 2023-2024